# Сила тяжіння

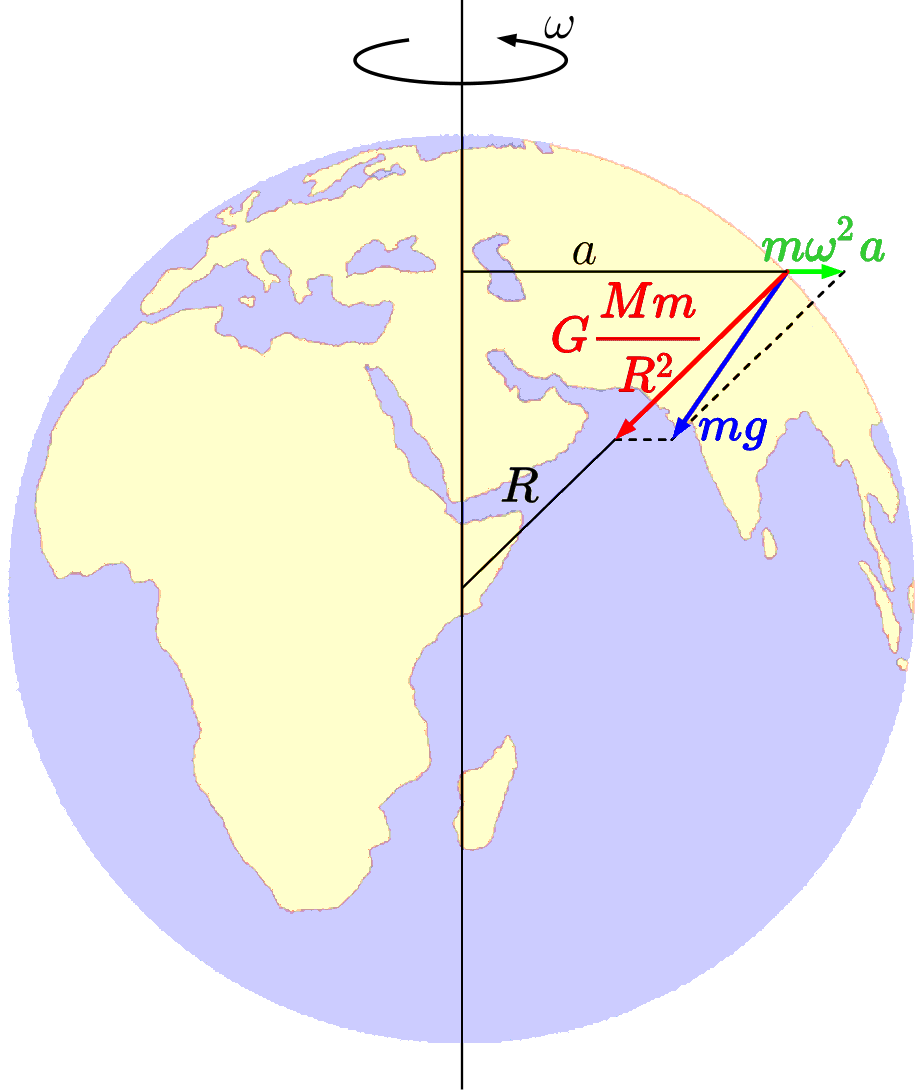
Сила тяжіння mg складається з гравітаційного тяжіння планети GMm/r^{2} і відцентрової сили інерції mω^{2}a

Сила тяжіння — сила, що діє на будь-яке фізичне тіло, що знаходиться поблизу поверхні Землі або іншого астрономічного тіла.
За визначенням, сила тяжіння на поверхні планети складається з гравітаційного тяжіння планети і відцентрової сили інерції, викликаної добовим обертанням планети.
Решта сил (наприклад, тяжіння Місяця і Сонця) через їхню малість не враховують або вивчають окремо як тимчасові зміни гравітаційного поля Землі.
Сила тяжіння надає всім тілам, незалежно від їх маси, однакового прискорення і є консервативною силою.
Сила тяжіння {\displaystyle {\vec {F}}}тяж, що діє на матеріальну точку масою {\displaystyle m}, обчислюється за формулою: {\displaystyle {\vec {F}}}тяж = {\displaystyle m{\vec {g}}}, де {\displaystyle {\vec {g}}} — прискорення, що надає тілу сила тяжіння, яке називається прискоренням вільного падіння].
Якщо в межах протяжного тіла поле сил тяжіння однорідне, то рівнодійна сил тяжіння, які діють на елементи цього тіла, прикладена до центру мас тіла.
На тіла, рухомі відносно поверхні Землі, крім сили тяжіння, також діє сила Коріоліса.

## Історія
Арістотель пояснював силу тяжіння рухом важких фізичних стихій (земля, вода) до свого природного місця (центру Всесвіту всередині Землі), причому швидкість тим більша, чим ближче важке тіло до нього.
Архімед розглянув питання про центр ваги паралелограма, трикутника, трапеції і параболічного сегмента. У творі «Про плавучі тіла» Архімед довів закон гідростатики, що носить його ім'я.
Йордан Неморарій у творі «Про вантажі», розглядаючи вантажі на похилій площині, розкладав їхні сили тяжіння на нормальну і паралельну похилій площині складові, був близький до визначення статичного моменту.
Стевін експериментально визначив, що тіла різних мас падають з однаковим прискоренням, встановив теореми про тиск рідини в посудинах (тиск залежить тільки від глибини і не залежить від величини, форми і об'єму посудини) і про рівновагу вантажів на похилій площині (на похилих площинах рівної висоти сили, що діють з боку зрівноважених вантажів уздовж похилих площин, обернено пропорційні довжині цих площин). Довів теорему, згідно з якою в разі рівноваги центр ваги однорідного плавучого тіла повинен знаходитися вище центру ваги витісненої рідини.
Галілей експериментально досліджував закони падіння тіл (прискорення не залежить від ваги тіла), коливань маятників (період коливань не залежить від ваги маятника) і руху по похилій площині.
Гюйгенс створив класичну теорію руху маятника, що справила значний вплив на теорію тяжіння.
Декарт розробив кінетичну теорію тяжіння, що пояснює силу тяжіння взаємодією тіл з небесним флюїдом, висунув гіпотезу про залежність сили тяжіння від відстані між важким тілом і центром Землі.
Ньютон з рівності прискорень тіл, які падають, і другого закону Ньютона зробив висновок про пропорційність сили тяжіння масам тіл і встановив, що сила тяжіння є одним з проявів сили всесвітнього тяжіння. Для перевірки цієї ідеї він порівняв прискорення вільного падіння тіл на поверхні Землі з прискоренням Місяця на орбіті, по якій він рухається відносно Землі.
Ейнштейн пояснив факт рівності прискорень тіл, що падають, незалежно від їх маси (еквівалентність інертної і важкої маси) як наслідок принципу еквівалентності рівномірно прискореної системи відліку і системи відліку, що знаходиться в гравітаційному полі.

## Сферично симетричне тіло
Відповідно до закону всесвітнього тяжіння, сила гравітаційного тяжіння, що діє на матеріальну точку масою {\displaystyle m} на поверхні сферично симетричного астрономічного тіла, що має масу {\displaystyle M}, визначається співвідношенням:
{\displaystyle F=G\cdot {M\cdot m \over R^{2}},}
де {\displaystyle G} — гравітаційна стала, рівна 6,67384(80)·10−11 м3·с−2·кг−1, а {\displaystyle R} — радіус тіла. Дане співвідношення справедливе в припущенні, що розподіл маси за об'ємом тіла сферично симетричний. У цьому випадку сила гравітаційного тяжіння спрямована до центру тіла.
Модуль відцентрової сили інерції {\displaystyle Q}, що діє на матеріальну частинку, виражається формулою:
{\displaystyle Q=ma\omega ^{2},}
де {\displaystyle a} — відстань між частинкою і віссю обертання розглянутого астрономічного тіла, а {\displaystyle \omega } — кутова швидкість його обертання. Відцентрова сила інерції перпендикулярна до осі обертання і спрямована в бік від неї.
Поправки, внесені загальною теорією відносності в закон всесвітнього тяжіння Ньютона, в умовах Землі та інших планет вкрай малі (модуль гравітаційного потенціалу на поверхні Землі, рівний половині квадрата другої космічної швидкості {\displaystyle v_{II}}, вкрай малий у порівнянні з квадратом швидкості світла {\displaystyle c}: {\displaystyle {\frac {v_{II}^{2}}{2c^{2}}}\sim 10^{-10}}).

## Земля
Форма Землі (геоїд) відрізняється від кулястої і близька до сплюснутого еліпсоїда. В цьому випадку сила гравітаційного тяжіння, що діє на матеріальну точку масою {\displaystyle m}, Визначається більш складним виразом, ніж раніше:
{\displaystyle {\vec {F}}=Gm\int \limits _{M}{{dM} \over {R^{2}}}{{\vec {R}} \over R}.}
Тут {\displaystyle dM} — елемент маси Землі, {\displaystyle {\vec {R}}={\vec {r}}-{\vec {r}}',} а {\displaystyle {\vec {r}}} і {\displaystyle {{\vec {r}}'}} — радіус-вектори точки вимірювання і елемента Землі відповідно. Інтегрування при цьому виконується по всій масі Землі.
У векторній формі вираз для відцентрової сили інерції можна записати у вигляді
{\displaystyle {\vec {Q}}=m\omega ^{2}{{\vec {R}}_{0}},}
де {\displaystyle {{\vec {R}}_{0}}} — вектор, перпендикулярний до осі обертання і проведений від неї до даної матеріальної точки, що знаходиться поблизу поверхні Землі.
При цьому сила тяжіння {\displaystyle {\vec {F}}}тяж, як і раніше, дорівнює сумі {\displaystyle {\vec {F}}} і {\displaystyle {\vec {Q}}}:
{\displaystyle {\vec {F}}}тяж ={\displaystyle {\vec {F}}+{\vec {Q}}.}
Сила тяжіння, що діє поблизу поверхні Землі, залежить від широти місця {\displaystyle \varphi } і висоти його {\displaystyle H} над рівнем моря. Приблизний вираз для абсолютної величини сили тяжіння в Міжнародній системі величин (ISQ) має вигляд:
{\displaystyle F}тяж{\displaystyle =9{,}780318(1+0{,}005302\sin \varphi -0{,}000006\sin ^{2}2\varphi )m-0{,}000003086Hm.}
Кут {\displaystyle \alpha } між силою тяжіння {\displaystyle {\vec {F}}}тяж і силою гравітаційного тяжіння до Землі {\displaystyle {\vec {F}}} дорівнює:     
{\displaystyle \alpha \approx 0{,}0018\sin {2\varphi }}.
Він змінюється в межах від нуля (на екваторі, де {\displaystyle \varphi =0^{\circ }} і на полюсах, де {\displaystyle \varphi =90^{\circ }}) до {\displaystyle 0{,}0018} рад або {\displaystyle 6'} (на широті {\displaystyle 45^{\circ }}).

## Рух тіл під дією сили тяжіння
У тому випадку, коли модуль переміщення тіла значно менший від відстані до центру Землі, можна вважати силу тяжіння сталою, а рух тіла рівноприскореним. Якщо початкова швидкість тіла відмінна від нуля і її вектор спрямований не по вертикалі, то під дією сили тяжіння тіло рухається по параболічній траєкторії.
При киданні тіла з деякою висоти паралельно до поверхні Землі дальність польоту збільшується з ростом початкової швидкості. При великих значеннях початкової швидкості для обчислення траєкторії тіла необхідно враховувати кулясту форму Землі і змінення напрямку сили тяжіння в різних точках траєкторії.
За деякого значення швидкості, званого першою космічною швидкістю, тіло, кинуте по дотичній до поверхні Землі, під дією сили тяжіння за відсутності опору з боку атмосфери може рухатися навколо Землі по колу, не падаючи на Землю. При швидкості, що перевищує другу космічну швидкість, тіло йде від поверхні Землі в нескінченність по гіперболічній траєкторії. При швидкостях, проміжних між першою і другою космічними, тіло рухається навколо Землі по еліптичній траєкторії.

## Потенціальна енергія піднятого над Землею тіла
Потенціальною енергією піднятого над Землею тіла називається взята з протилежним знаком робота сили тяжіння, що здійснюються при переміщенні тіла з поверхні Землі в це положення. Вона дорівнює {\displaystyle E_{p}=\gamma Mm({\frac {1}{R_{z}}}-{\frac {1}{R}})}, де {\displaystyle \gamma } — гравітаційна стала, {\displaystyle M} — маса Землі, {\displaystyle m} — маса тіла, {\displaystyle R_{z}} — радіус Землі, {\displaystyle R} — відстань від тіла до центру Землі.
При віддаленні тіла не невеликі в порівнянні з радіусом Землі відстані від поверхні Землі поле тяжіння можна вважати однорідним, тобто прискорення вільного падіння стале. В цьому випадку при підійманні тіла масою {\displaystyle m} на висоту {\displaystyle h} від поверхні Землі сила тяжіння виконує роботу {\displaystyle A=-mgh}. Тому потенціальна енергія тіла: {\displaystyle E_{p}=mgh}. Потенціальна енергія тіла може набувати як додатних, так і від'ємних значень. Тіло, що перебуває на глибині {\displaystyle h} від поверхні Землі, має від'ємне значення потенціальної енергії {\displaystyle E_{p}=-mgh}.
Під час випаровування води з поверхні Землі сонячна радіація трансформується в потенціальну енергію водяної пари в атмосфері. Потім під час випадання атмосферних опадів на суходіл вона переходить при стоці в кінетичну енергію і виконує ерозійну роботу в процесі перенесення денудаційного матеріалу всієї суші і робить можливим життя органічного світу на Землі.
Потенціальна енергія переміщуваних тектонічними процесами мас гірських порід переважно витрачається на переміщення продуктів руйнування гірських порід з підвищених ділянок поверхні на розташовані нижче.

## Значення в природі
Сила тяжіння грає важливу роль у процесах еволюції зір. Для зір, що знаходяться на етапі головної послідовності своєї еволюції, сила тяжіння є одним з важливих факторів, що забезпечують умови, необхідні для термоядерного синтезу. На заключних етапах еволюції зір, у процесі їх колапсу, завдяки силі тяжіння, що не скомпенсована силами внутрішнього тиску, зорі перетворюються на нейтронні зорі або чорні діри.
Сила тяжіння дуже важлива для формування структури внутрішньої будови Землі та інших планет і тектонічної еволюції її поверхні. Що більше сила тяжіння планети, то більша маса метеоритного матеріалу випадає на одиницю її поверхні. За час існування Землі її маса істотно збільшилася завдяки силі тяжіння: щорічно на Землю осідає 30-40 млн тонн метеоритної речовини, переважно у вигляді пилу, що значно перевищує розсіювання легких компонентів верхньої атмосфери Землі в космосі.
Без потенціальної енергії сили тяжіння, яка безперервно переходить у кінетичну, кругообіг речовини і енергії на Землі був би неможливий.
Сила тяжіння грає дуже важливу роль для життя на Землі. Саме завдяки їй Земля має атмосферу. Внаслідок сили тяжіння, що діє на повітря, існує атмосферний тиск.
У всіх живих організмів з нервовою системою є рецептори, що визначають величину і напрямок сили тяжіння і служать для орієнтування в просторі. У хребетних організмів, зокрема людини, величину і напрямок сили тяжіння визначає вестибулярний апарат.
Наявність сили тяжіння привела до виникнення у всіх багатоклітинних наземних організмів міцних скелетів, необхідних для її подолання. У водних живих організмів силу тяжіння врівноважує гідростатична сила.
Роль сили тяжіння у процесах життєдіяльності організмів вивчає гравітаційна біологія.

## Застосування в техніці
Сила тяжіння і принцип еквівалентності інертної і гравітаційної маси використовуються для визначення мас предметів шляхом їх зважування на вагах. Сила тяжіння використовується при відстійній сепарації газових і рідких сумішей, в деяких типах годинників, у висках і противагах, машині Атвуда, машині Обербека і рідинних барометрах. Сила тяжіння використовується на залізничному транспорті для скочування вагонів з ухилу на сортувальних гірках, на заводах будівельних виробів для транспортування матеріалів у спускних лотках і спускних трубах.
Точні вимірювання сили тяжіння і її градієнта (гравіметрія) використовуються під час дослідження внутрішньої будови Землі і при гравірозвідці різних корисних копалин.

## Стійкість тіла в полі сили тяжіння
Для тіла в полі сили тяжіння, що спирається на одну точку (наприклад при підвішуванні тіла за одну точку або поміщенні кулі на площину) для стійкої рівноваги необхідно, що б центр ваги тіла займав найнижче положення, порівняно з усіма можливими сусідніми положеннями.
Для тіла в полі сили тяжіння, що спирається на кілька точок (наприклад, стіл) або на цілу площадку (наприклад, ящик на горизонтальній площині) для стійкої рівноваги необхідно, щоб вертикаль, проведена через центр ваги, проходила всередині площі опори тіла. Площею опори тіла називається контур, що з'єднує точки опори або всередині площадки, на яке спирається тіло.

## Методи вимірювання сили тяжіння
Силу тяжіння вимірюють динамічними і статичними методами. Динамічні методи використовують спостереження за рухом тіла під дією сили тяжіння і вимірювання часу переходу тіла з одного заздалегідь визначеного положення в інше. Вони використовують: коливання маятника, вільне падіння тіла, коливання струни з вантажем. Статичні методи використовують спостереження за зміною положення рівноваги тіла під дією сили тяжіння і деякої зрівноважувальної сили і вимірюють лінійне або кутове зміщення тіла.
Вимірювання сили тяжіння бувають абсолютними і відносними. Абсолютні вимірювання визначають повне значення сили тяжіння в заданій точці. Відносні вимірювання визначають різницю сили тяжіння в заданій точці і деякого іншого, заздалегідь відомого значення. Прилади, призначені для відносних вимірів сили тяжіння, називаються гравіметрами.
Динамічні методи визначення сили тяжіння можуть бути як відносними, так і абсолютними, статичні — тільки відносними.

## Сила тяжіння на інших планетах
| Земля  | 1,00  | Сонце    | 27,85       |
| Місяць | 0,165 | Меркурій | 0,375-0,381 |
| Венера | 0,906 | Марс     | 0,394       |
| Юпітер | 2,442 | Сатурн   | 1,065       |
| Уран   | 0,903 | Нептун   | 1,131       |